# Karen Paquin
Karen Paquin, född 3 augusti 1987, är en kanadensisk rugbyspelare.
Paquin var med och tog silver vid Världsmästerskapet i sjumannarugby 2013 med Kanadas landslag. Hon var även med och tog guld vid Panamerikanska spelen 2015 i Toronto. Med Kanadas landslag i rugby union tog Paquin silver vid VM 2014 i Frankrike.
Paquin tävlade för Kanada vid olympiska sommarspelen 2016 i Rio de Janeiro. Hon var en del av Kanadas lag som tog brons i sjumannarugby.